# Гейстер, Лоренц

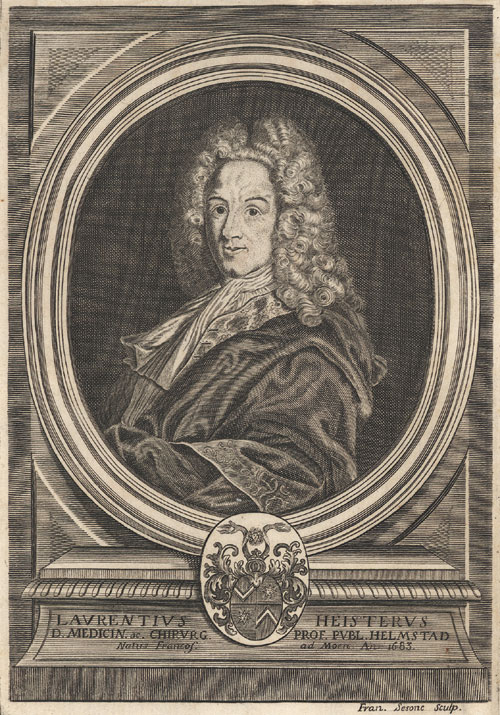
Лоренц Гейстер (портрет 1749 года)

Лоренц Гейстер (Лаврентий Гейстер, нем. Lorenz Heister; 19 сентября 1683[…], Франкфурт-на-Майне — 18 апреля 1758[…], Борнум-ам-Эльм, Нижняя Саксония) — немецкий ботаник, профессор ботаники, анатом, врач, хирург, доктор медицинских наук, профессор теоретической медицины, профессор анатомии и хирургии, основатель немецкой хирургии.

## Биография
Лоренц Гейстер родился во Франкфурте-на-Майне 19 сентября 1683 года, получил образование во франкфуртской гимназии, а также получил дополнительные частные уроки на французском языке и итальянском языке. С 1702 по 1703 год Гейстер учился в Гиссенском университете. 31 мая 1708 года он получил степень доктора медицинских наук в Университете Хардервейка. В июле 1709 года Гейстер присоединился к голландской армии как полевой хирург во время осады Турне. В конце 1709 года Лоренц Гейстер приехал в Амстердам, но 11 ноября 1711 года он был назначен профессором анатомии и хирургии в Альтдорфском университете около Нюрнберга. В 1720 году Лоренц Гейстер был назначен профессором анатомии и хирургии в Гельмштедтском университет. В 1730 году Гейстер был профессором теоретической медицины и ботаники в Гельмштедтском университете. Он остался в коммуне Хельмштадт на всю оставшуюся жизнь. Его ботанический сад в Хельмштадте вскоре стал одним из самых красивых в Германии. Лоренц Гейстер вёл переписку с выдающимся шведским учёным Карлом Линнеем. Его переписка с Карлом Линнеем длилась с 31 марта 1736 года до 30 апреля 1742 года.
Гейстер обучил большое количество хирургов и других врачей в Альтдорфском университете и в Хельмштадте. Его книги по анатомии, медицине и хирургии были доминирующими для нескольких поколений и служили для обучения тысяч хирургов и других врачей по всей Западной Европе. В библиотеке Гейстера было более 12000 томов, а его гербарий сохранился в 90 томах. Лоренц Гейстер также обладал не менее чем 470 хирургическими инструментами, большинство из которых были сделаны из серебра. Лоренц Гейстер умер 18 апреля 1758 года.

## Научная деятельность
Лоренц Гейстер специализировался на семенных растениях.

## Научные работы
- Heister, Lorenz. 1727. Compendium anatomicum. Sumtibus Iod. Guil. Kohlesii Acad. typogr. et Georg Christoph VVeberi Bibliop. Norimb. A[9].
- Laurentii Heisteri Systema plantarum …. 1748.
- Descriptio novi generis plantae rarissimae …. 1753.

## Почести
Карл Линней назвал в его честь род растений Heisteria семейства Истодовые.